# 3000 Nights
3000 Nights (3000 ليلة, transcripció : 3000 Layla) és una pel·lícula dramàtica coproduïda internacionalment el 2015 i dirigida per Mai Masri. Es va projectar a la secció Contemporary World Cinema del Festival Internacional de Cinema de Toronto de 2015. La pel·lícula se centra en una dona palestina que, mentre està a la presó, dóna a llum a un fill. Va ser seleccionada com a entrada jordana per la Millor pel·lícula en llengua estrangera als Premis Oscar de 2016, però no va ser nominada.

## Argument
Layal és una jove mestra d'escola que viu amb el seu marit, Farid, a la ciutat ocupada de Cisjordània de Nablus, Palestina. Es preparen per marxar al Canadà a la recerca d'una nova vida quan Layal és arrestada i acusada falsament d'ajudar un adolescent sospitós d'atacar un control militar. Quan es nega a declarar contra el noi al jutjat, Layal és acusada d'haver estat còmplice i condemnada a 8 anys de presó malgrat la defensa decidida del seu advocat defensor dels drets humans.
Layal és traslladada a una presó de dones israelianes d'alta seguretat on es troba amb un món aterridor en què els presos polítics palestins estan empresonats amb presos criminals israelians. Després de presenciar un enfrontament ferotge entre els dos bàndols i de ser atacada per una dona drogodependent, Layal descobreix que està embarassada. El seu marit no vol que tingui el seu fill a la presó i li diu que se'n va al Canadà. El director de la presó, Ruti, pressiona a Layal perquè avorti el nadó i espiï els presos palestins. Traumatitzada i traïda, Layal toca fons però amb el suport de les dones que l'envolten, troba la força per defensar-se i lluitar per tenir el seu fill.
Layal va de part i és portada encadenada a un hospital militar on dóna a llum un nen que es diu Nour. Mentre lluita per criar el seu fill entre reixes, aconsegueix trobar un sentit d'esperança i un sentit a la seva vida. A la infermeria de la secció d'homes del centre penitenciari, coneix l'Ayman, un metge palestí empresonat que l'ajuda a afrontar i trobar l'amor de nou.
Les condicions de la presó empitjoren i les dones palestines decideixen iniciar una gran vaga de fam. Ruti adverteix a Layal que no s'uneixi a la vaga i amenaça d'endur-se la Nour. Rihan, un intern palestí que treballa en secret amb les autoritats de la presó, insta a Layal a col·laborar amb Ruti. Layal té por de perdre el seu objectiu en un moment en què la veritat supera la seva por i s'uneix a la vaga. Els guàrdies són enviats per treure-li la Nour per la força. Layal es barrica amb les dones dins de les seves cel·les. Soldats armats amb màscares antigàs assalten la presó i sotmeten les dones amb porras i gasos lacrimògens. Ayman i els presoners s'uneixen a la rebel·lió. La notícia arriba als titulars. Les dones aconsegueixen fer realitat les seves demandes i diversos presos són alliberats, però Layal no hi és. És condemnada a complir la seva pena de presó completa. Ha de trobar la força per lluitar per ella mateixa, el seu fill i el dia que es retrobaran.

## Repartiment
- Maisa Abd Elhadi com a Layal
- Nadira Omran com a Sana
- Abeer Zeibak Hadad com a Hava
- Raida Adon com a Shulamit
- Yussuf Abu-Warda com a jutge
- Anahid Fayad com a Rihan
- Haifa Al-Agha com a Im Ali
- Rakeen Saad com a Jamila
- Hana Chamoun com a Fidaa
- Khitam Edelbi com a Ze'eva
- Karim Saleh com a Ayman

## Recepció
La pel·lícula va rebre crítiques generalment positives, Middle East Eye va dir que "és un retrat humà inoblidable d'un grup de dones palestines a la presó de Ramla d'Israel als anys vuitanta". Al Festival de Cinema de Londres, la pel·lícula va rebre una recepció positivaó, amb molts del públic en llàgrimes.

## Premis
- 2016 :  Festival de Cinema de Cartago, Tanit de bronze[6]
- 2016 : Washington DC International Film Festival, USA, Circle Jury Award[7]